# Лиддар
Лиддар (хинди लम्बोदरी, урду لدر‎, англ. Lidder River) — река в Индии. Её длина составляет порядка 86,5 км. Средний расход воды — 183 м³/с. Высота истока — 4653 м над уровнем моря. Высота устья — 1615 м над уровнем моря. Площадь водосборного бассейна — 1134 км².

## Этимология и география
Слово лиддар — это местное сокращение имени Ламбодари.
Река берёт начало из ледника Колахой. Далее она течёт на юг через альпийские луга Лиддарвата в районе деревни Ару. Лиддар протянулась на более чем 30 километров, прежде чем достичь города Пахалгам. Затем она течёт на запад до тех пор, пока не впадёт в реку Джелам в пригороде Анантнага.

## Экономика
Воды реки в основном используются для орошения через системы каналов, а также для питья. В ней водится много различных видов рыб, среди которых бурая (Salmo trutta fario) и радужная форель (Oncorhynchus mykiss). На берегах реки Лиддар был построен рыбохозяйственный завод.